# Славянская городская военно-гражданская администрация
 Славянская городская военно-гражданская администрация (укр. Слов’янська міська вiйськово-цивiльна адмiнiстрацiя) — одна из административно-территориальных единиц в составе Донецкой области.
17 июля 2020 года территория горсовета присоединена к Краматорскому району.

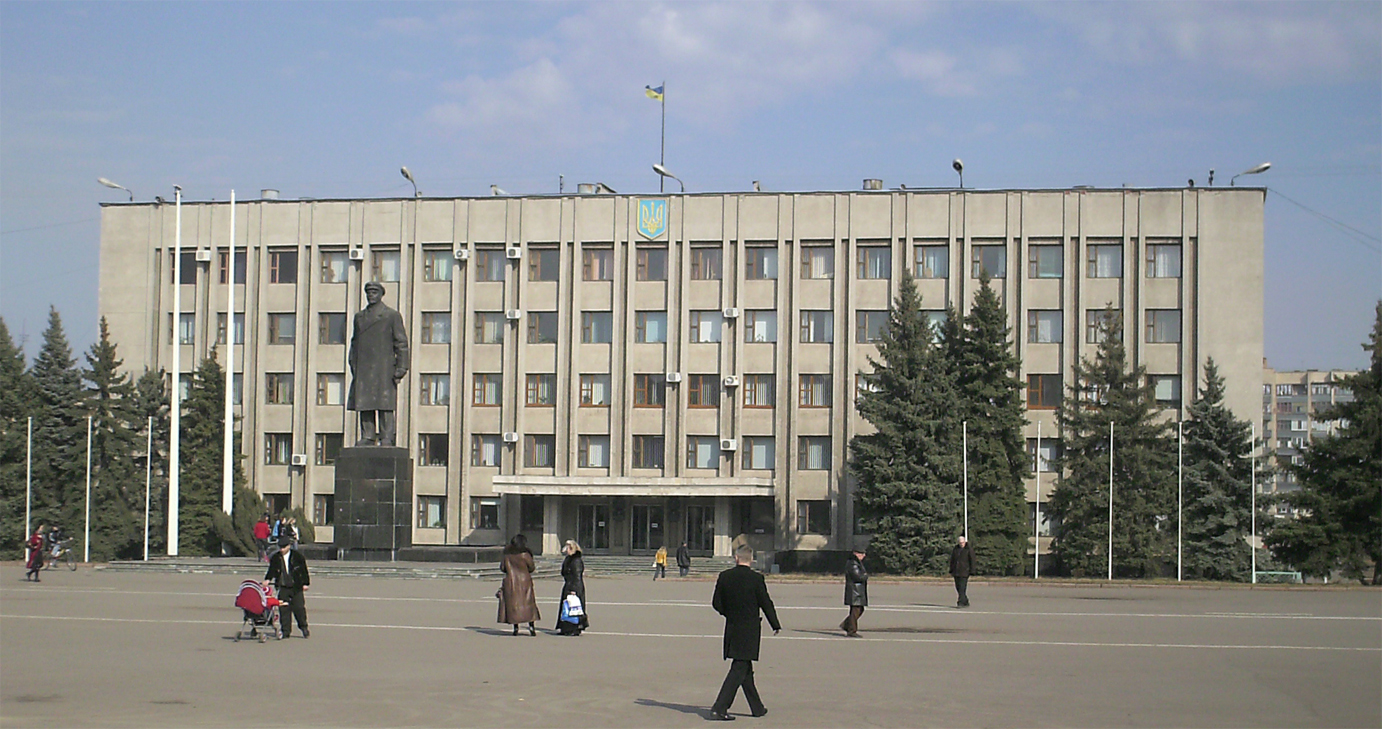

## Состав
На 2019 год
- город Славянск — 109 812 чел.
- город Святогорск — 4 395 чел.

## Экономика
Машиностроение (Славянский завод тяжелого машиностроения, Славянский арматурно-изоляторный завод, Славянский завод строительных машин «Бетонмаш»), химическая (Славянский завод полихлорвиниловых плёнок, Славянский содовый завод, Славянский мело известковый завод), горная (соледобывающая компания), пищевая (Славянский масложировой комбинат — ЗАО «Славолія») промышленность, промышленность строительных материалов («Zuesceramica», «Керамические массы Донбасса»), а также фабрики: карандашная («Самоцветы»), мебельная, швейная. Славянская ТЭС (город Николаевка).